# سنفور مفكر
سنفور مفكر هو شخصية خيالية أبتكره بييو ويعد من الشخصيات الرئيسية والمهمة جدا في السنافر الذي أبتكر من بييو، لا يعد سنفور مفكر من الشخصيات الأساسية في السنافر فقط، بل يعد من أهم شخصيات الرسوم المتحركة في العالم ومن أكثرها تأثيرا وهو ثالث أفضل شخصية في السنافر بعد سنفورة وبابا سنفور، ويعد سنفور مفكر السنفور الذكي بعد بابا سنفور ومستشاره وأكثر السنافر إعطاءً للقرارات وإتخاذها وتوقعها وكذلك يعتبر نفسه أذكى السنافر.